# Sharon Van Etten
Sharon Van Etten (Belleville, New Jersey, 26 februari 1981) is een zanger-liedjesschrijver. Daarnaast speelt zij in diverse tv-series.

## Biografie
Van Etten speelt folk en  indie muziek gecombineerd met elektronische muziek. Ze heeft op jonge leeftijd piano, klarinet en viool leren spelen, later speelde ze ook gitaar. Ze nam haar eigen liedjes op, die ze uitbracht in eigen beheer. Tussen 2005 en 2008 bracht ze zeven platen uit, die ze verkocht tijdens optredens en via haar website.
Haar eerste officiële album Because I Was in Love werd in 2009 uitgebracht op het label Language of Stone. Van Etten produceerde het album samen met Greg Weeks. Het werd opgenomen in de Hexam Head Studio, die eigendom is van Weeks en zijn vrouw Jessica. Van het album verscheen in 2017 een herziene versie met twee extra nummers: I'm Giving Up on You en You Didn't Really Do That.'
In 2010 nam ze haar tweede album EPIC op voor het label Ba Da Bing!, waarbij ze samenwerkte met producer Brian McTear, de eigenaar van de Minerstreet/Cyclesound Recording Studio in Philadelphia. Die heeft onder meer ook gewerkt met The War on Drugs, Kurt Vile en Joan Osborne.
Het volgende album Tramp (2012) nam ze op met Aaron Dessner, gitarist van de band The National. Die bespeelt ook diverse instrumenten op dit album. Nadat die plaat verschenen was, maakte ze een tournee door de Verenigde Staten en speelde ze op een aantal festivals in Europa. Ze zong ook op het album Trouble Will Find Me van The National. In november 2012 verscheen een uitgave met demo's van haar album Tramp.
Op 26 mei 2014 bracht ze haar vierde album Are We There uit. Dat album nam zij op met producer Stewart Lerman, die ook gewerkt heeft met Elvis Costello, Patti Smith, Sufjan Stevens en veel anderen. Dat album werd opgenomen in Electric Ladyland Studios in New York. Die studio is vooral bekend doordat Jimi Hendrix daar zijn gelijknamige album opnam.
In 2016 kreeg Van Etten een rol aangeboden in de dramaserie OA van Netflix en in een aflevering van Twin Peaks (2017). Ook schreef ze filmmuziek, onder andere voor Strange Weather van regisseur Katherine Dieckmann, en nam zij een cover op van het liedje The End of the World van Skeeter Davis voor de Amazon-serie The Man in the High Castle.
In januari 2019 kwam het vijfde album Remind Me Tomorrow uit. Op dit album wordt meer gebruikgemaakt van elektronische instrumenten, zoals drones, drumcomputer en synthesizer.
In 2022 speelt ze in de Amazon film How it ends.

## Discografie

### Albums in eigen beheer
- Right Beside Me (2005)
- Musical Valium (2006)
- When the Rain Came (2006)
- Live at the Bowery Poetry Club (2006)
- I Miss Tennessee (2006)
- Sharon Van Etten (2008)

### Officiële albums
- Because I Was in Love (2009)
- Epic (2010)
- Tramp (2012)
- Are We There (2014)
- Remind Me Tomorrow (2019)
- We’ve Been Going About This All Wrong (2022)
- Sharon Van Etten & the Attachment Theory (2025)

### Ep's
- Amazon Artist Lounge (2014)
- I Don't Want to Let You Down (2015)

### Singles
- Much More Than That /Over Your Shoulder (2007)
- One Day / If You Were Here (2010)
- I'm Giving Up on You / You Didn't Really Do That (2010)
- Serpents (2011)
- All I can (2012)
- Leonard (2012)
- Give Out (2012)
- Magic Chords (2012)
- We Are Fine (2013)
- Stop Draggin' My Heart Around /A Wake for the Minotaur (2013)
- Taking Chances (2014)
- Our Love (2014)
- Every Time the Sun Comes Up (2014)
- Nothing Will Change (2014)
- Comeback Kid (2018)
- Seventeen (2019)

### Muziekvideo's
- Taking Chance
- Our Love
- Magic Chords
- Every Time the Sun Comes Up
- Your Love is Killing Me
- Leonard
- For You
- Comeback Kid
- Seventeen
- Jupiter 4

- Bibliothèque nationale de France: cb16668029x (data)
- Gemeinsame Normdatei: 1136667377
- International Standard Name Identifier: 0000 0004 0182 5127
- Library of Congress Control Number: no2011024583
- MusicBrainz: 5a2e9cd3-010a-4aae-9f83-629253284202
- Virtual International Authority File: 297115309
- WorldCat: E39PBJwRVrdFbgqbhBgr4CTyh3